# Paradulichia secunda
Paradulichia secunda is een vlokreeftensoort uit de familie van de Dulichiidae. De wetenschappelijke naam van de soort is voor het eerst geldig gepubliceerd in 1929 door Blake.